# Dobova (stacja kolejowa)
Dobova – stacja kolejowa w miejscowości Dobova, w regionie Styria, w Słowenii. 
Stacja jest zarządzana przez SŽ-Infrastruktura i znajduje się na linii Zagrzeb – Lublana. Przejście graniczne z Chorwacją.

## Linie kolejowe
- Linia Zagrzeb – Lublana